# Stephen R. L. Clark
Stephen Richard Lyster Clark é um filósofo britânico e autoridade internacional em direitos animais. Atualmente é professor de filosofia da Universidade de Liverpool.

## História
Ele é especialista em filosofia da religião, filosofia política, ficção científica e no tratamento de animais não-humanos. É autor de uma longa lista de livros, incluindo The Moral Status of Animals (1977), From Athens to Jerusalem (1984), Animals and Their Moral Standing (1997), Biology and Christian Ethics e G.K. Chesterton: Thinking Backwards, Looking Forwards (2006), assim como de 60 artigos, e de capítulos em outros 75 livros. Ele foi editor chefe do Journal of Applied Philosophy por 11 anos e permanece como membro de seu quadro editorial.

## Livros publicados
- Aristotle's Man (Clarendon Press, 1975)
- The Moral Status of Animals (Clarendon Press, 1977)
- The Nature of the Beast (Oxford University Press, 1982)
- From Athens to Jerusalem (Clarendon Press, 1984)
- The Mysteries of Religion (Blackwell, 1986)
- (ed.) Berkeley: Money, Obedience and Affection (Garland Press, 1989)
- Civil Peace and Sacred Order (Oxford University Press, 1989)
- A Parliament of Souls (Oxford University Press, 1990)
- God's World and the Great Awakening (Oxford University Press, 1991)
- How to Think about the Earth (Mowbrays, 1993)
- How to Live Forever (Routledge, 1995)
- Animals and their Moral Standing (Routledge, 1997)
- God, Religion and Reality (Society for Promoting Christian Knowledge, 1998)
- The Political Animal (Routledge, 1999)
- Biology and Christian Ethics (Cambridge University Press, 2000)
- G.K. Chesterton: Thinking Backwards, Looking Forwards (Templeton, 2006)
- Understanding Faith (Imprint Academic, 2009)
- with Panayiota Vassilopoulou (eds.). Late Antique Epistemology: Other Ways to Truth (Macmillan, 2009)
- Philosophical Futures (Peter Lang, 2011)
- Ancient Mediterranean Philosophy (Continuum, 2012).